# Reinhard von Hanau (Kleriker)
Reinhard von Hanau (* unbekannt; † 27. Mai 1369) war ein umfangreich bepfründeter Kleriker im böhmischen und süddeutschen Bereich.

## Familie
Reinhard von Hanau war der zweite Sohn Ulrichs II. von Hanau (* ca. 1280/1288; † 1346) und der Agnes von Hohenlohe (* vor 1295; † 29. November 1346), Tochter des Kraft I. von Hohenlohe. Er war damit für eine geistliche Karriere prädestiniert, während sein älterer Bruder, Ulrich III. (* 1310; † 1369/70) dem Vater 1346 in der Regierung folgte.

## Ausbildung
Von seiner Ausbildung ist bekannt, dass er 1340 in Bologna studierte.

## Karriere
Reinhard von Hanau stand im Dienst des böhmischen Königs Johann von Luxemburg († 1346).
Seine kirchliche Karriere ist vom Erwerb einer Reihe von kirchlichen Stellen und Pfründen geprägt, ohne dass es ihm gelang, eine wirkliche Führungsposition einzunehmen:
- 1338 Kanoniker des Kollegiatkapitels an der Brünner Kollegiatkirche St. Peter und Paul[5]
- vor 1346 Propst an der Teynkirche in Prag
- vor 1346 Chorherr zu Bamberg
- vor 1346 Kanoniker in Mainz
- 1346 Anwartschaft auf eine Kanonikerstelle in Olmütz; dies geschieht durch Papst Clemens VI. am 22. Mai 1346[6]
- 1352 ist er einer der älteren Domkapitulare in Bamberg[7]
- 1352 Domherr in Mainz. Schon 1344 bittet König Karl IV. das Mainzer Domkapitel um eine Präbende und Domherrenstelle für ihn. Dagegen aber wehrte sich das Domkapitel und appellierte an die Kurie[8]
- 1356 Domkustos in Mainz[9]
- 1356 Propst an St. Johannis in Mainz[10]
- 1357 wurde er päpstlicher Kaplan[11] (7. Mai 1357).
- 1360 Propst von St. Victor in Xanten[12]
- 1363 Propst an der alten Kapelle in Regensburg[13]

Darüber hinaus gibt es Nachweise über Pfründen in Brünn (1338), Saaz (1357) und an der Andreaskapelle in Bamberg.
Reinhard von Hanau begann seine Karriere also im Osten des Reichs, in Böhmen, und verlagerte seinen Schwerpunkt im Laufe seines Lebens in Richtung Westen. Dabei erstreckte sich sein Interessengebiet von Brünn und Olmütz im Osten bis nach Mainz und Xanten im Westen.

## Vorfahren
| Ahnentafel von Reinhard von Hanau | Ahnentafel von Reinhard von Hanau                                                                     | Ahnentafel von Reinhard von Hanau                                                                     | Ahnentafel von Reinhard von Hanau                                                                                    | Ahnentafel von Reinhard von Hanau                                                                            | Ahnentafel von Reinhard von Hanau | Ahnentafel von Reinhard von Hanau |
| --------------------------------- | --- | --- | --- | --- | --------------------------------- | --------------------------------- |
| Urgroßeltern                      | Reinhard I. von Hanau (* vor 1243; † 1281) ⚭ Adelheid von Hagen-Münzenberg († 1291)                   | Ludwig von Rieneck-Rothenfels († 1289) ⚭ Udehilt von Grumbach und Rotenfels († 1300)                  | Gottfried von Hohenlohe, Graf der Romagna (nachgewiesen: 1219–1266) ⚭ Richza von Krautheim (nachgewiesen: 1224–1263) | Graf Friedrich von Truhendingen-Dillingen († 1274) 2. ⚭ vmtl. Margaretha von Andechs-Meranien († 1271)       |                                   |                                   |
| Großeltern                        | Ulrich I. von Hanau (* 1250/60; † 1305/06) ⚭ Elisabeth von Rieneck-Rotenfels (* ca. 1260; † ca. 1300) | Ulrich I. von Hanau (* 1250/60; † 1305/06) ⚭ Elisabeth von Rieneck-Rotenfels (* ca. 1260; † ca. 1300) | Kraft I. von Hohenlohe-Weikersheim (nachgewiesen 1260–1312) 2. ⚭ vmtl. Margarethe von Truhendingen-Dillingen         | Kraft I. von Hohenlohe-Weikersheim (nachgewiesen 1260–1312) 2. ⚭ vmtl. Margarethe von Truhendingen-Dillingen |                                   |                                   |
| Eltern                            | Ulrich II. von Hanau (* 1280; † 1346) ⚭ Agnes von Hohenlohe-Weikersheim (* vor 1295; † 1342/44)       | Ulrich II. von Hanau (* 1280; † 1346) ⚭ Agnes von Hohenlohe-Weikersheim (* vor 1295; † 1342/44)       | Ulrich II. von Hanau (* 1280; † 1346) ⚭ Agnes von Hohenlohe-Weikersheim (* vor 1295; † 1342/44)                      | Ulrich II. von Hanau (* 1280; † 1346) ⚭ Agnes von Hohenlohe-Weikersheim (* vor 1295; † 1342/44)              |                                   |                                   |
| Reinhard von Hanau                | | | | |                                   |                                   |

## Verweise
1. ↑  In der älteren Literatur findet sich auch das Jahr 1362. Das beruht auf Caspar Anton Schweitzer, Vollständiger Auszug aus den vorzüglichen Calendarien des ehemaligen Fürstenthums Bamberg, in: Siebenter Bericht über das Bestehen und Wirken des Historischen Vereins zu Bamberg in Oberfranken von Bayern, Bamberg 1844, S. 67ff (184). Das aber wird von der Quelle (Staatsbibliothek Bamberg: RB.Msc.46, S. 18) nicht gedeckt. Laut Regsten der Erzbischöfe von Mainz, 2. Abt., Nr. 1908, tritt er am 18. Januar 1365 noch als Zeuge auf.
Außerdem wird als Sterbetag alternativ der 8. Juli angegeben: Beda Dudik, Über Nekrologe der Olmützer Domkirche, in: Archiv für österreichische Geschichte 65 (1884), S. 487 – 589 (550)
2. ↑  Ludwig Clemm, Das Totenbuch des Stifts Ilbenstadt, in: Archiv für Hessische Geschichte und Altertumskunde, NF 19,2, Darmstadt 1936, S. 169–274 (252)
3. ↑  Knod, S. 184
4. ↑  Auskunft des Staatsarchivs Olmütz vom 29. Juli 1992
5. ↑  Hollmann, S. 376
6. ↑  Codex diplomaticus et epistolaribus Moraviensis VII, 660
7. ↑  Wachter, S. 182, Nr. 3729
8. ↑  Hollmann, S. 376
9. ↑  Hollmann, S. 376
10. ↑  Hollmann, S. 376
11. ↑  Hollmann, S. 376
12. ↑  Hollmann, S. 376
13. ↑  Wachter, S. 182, Nr. 3729
14. ↑  Hollmann, S. 376

| Personendaten    | Personendaten                        |
| ---------------- | ------------------------------------ |
| NAME             | Hanau, Reinhard von                  |
| KURZBESCHREIBUNG | Kleriker                             |
| GEBURTSDATUM     | 13. Jahrhundert oder 14. Jahrhundert |
| STERBEDATUM      | 27. Mai 1369                         |